# الغارات المصرية العميقة في سيناء (1970)
كانت الغارات المصرية التي جرت في عمق سيناء في أبريل 1970 عمليات قصف نفذتها القوات الجوية المصرية على بعض مواقع الجيش الإسرائيلي ضمن أحداث حرب الاستنزاف، كرد على سلسلة الغارات الإسرائيلية في العمق المصري المعروفة باسم بريحا (عمليات الإزهار)، نجحت ثلاث قاذفات من القوات الجوية المصرية في اختراق سيناء وصولاً إلى العريش حيث قصفت أهدافاً بها. لكن نتيجة القصف كانت محدودة مع خسارة قاذفتي إليوشن-28 من أصل ثلاث بحيث توقف الطيران المصري عن تكرار عملية اختراق عمق سيناء مجدداً.

## خلفية تاريخية
شنت إسرائيل فيما بين يناير وأبريل 1970، في خضم أحداث حرب الاستنزاف المتصاعدة، سلسلة قصف مركز حملت اسم العملية بريحا، استهدفت منشآت وقواعد للجيش المصري في عمق الأراضي المصرية، كما استهدفت أهدافاً مدنية وقد حققت إسرائيل خسائر كبيرة كما أسقطت بعض طائرات الميج التي كانت تعترض قواتها مستغلة تفوقها الجوي.
بعض هذه الهجمات كانت تحدث نهاراً من أجل الضغط على الحكومة المصرية لوقف إطلاق النار وخلق أجواء من الحرب المستمرة تمثلت في التعتيم الليلي للمدن المصرية ونصب مدافع مضادة للطائرات على أسطح المنازل في القاهرة لاستهداف الطيران الإسرائيلي، الذي اخترق كذلك حاجز الصوت مسبباً دوى هائل بطائرات الفانتوم التي حلقت على ارتفاع منخفض فوق القاهرة وتسببت في تحطيم النوافذ في مناطق واسعة من العاصمة.
تسببت الهجمات الجوية الإسرائيلية في حالة من الغضب والإحراج للقيادة المصرية دفعها للتفكير جدياً في مواجهة هذه الهجمات بهجمات مماثلة عبر استهداف قواعد الجيش الإسرائيلي في سيناء بطريقة مشابهة لعمليات القصف الإسرائيلي وذلك باستخدام قاذفات إليوشن إيل 28. واستعرضت القيادة الجوية أهدافاً لتهاجمها في سيناء وخططت لعمليات قصفها في أبريل 1970.

## الغارات المصرية
وقعت أول غارة مصرية في 23 أبريل 1970 ليلاً حينما اخترقت قاذفة إليوشن 28 منفردة الشريط الساحلي لسيناء شرق بحيرة البردويل من جهة البحر المتوسط وأسقطت قنابلها على مستعمرة ناحال يام والتي سقطت فوق منطقة رملية ولم تسبب أي خسائر مادية أو بشرية وعادت القاذفة المصرية بسلام إلى قاعدتها.
بعدها بيومين في 25 أبريل الساعة 1:40 صباحاً، وقعت الغارة الثانية وكان هدف القصف أعمق، حينما استهدف زوج من قاذفات الإليوشن 28 مدينة العريش كانتا قد أقلعتا من مطار غرب القاهرة على ارتفاع منخفض، لكن الردارات الإسرائيلية اكتشفت اختراق القاذفتين، فأمر مدير قسم العمليات، العقيد ديفيد إيفري، طائرة فانتوم إف-4 من السرب 201 والتي كانت في وضع الاستعداد باعتراض القاذفتين. في تلك الليلة كان هناك ضباب كثيف ولم يتمكن طيار الفانتوم إيتان بن إلياهو من تحديد موقع القاذفتين.
في غضون ذلك، بدأت القاذفتان المصريتان بإلقاء قنابل على أهداف عشوائية في منطقة العريش وألحقت أضراراً بمصنع ثلج ومحطة حجر صحي للحيوانات الواردة قُتل فيها نحو 30 رأساً من الأغنام.
عند تلك المرحلة، وجهّ مقر القيادة الجوية طائرتي فانتوم وطائرتي ميراج 3 لاعتراض القاذفتين اللتين كانتا قد انتهتا في هذه الأثناء من القصف وتوجهتا شمالاً نحو البحر ثم غرباً باتجاه مصر. تمكنت إحدى طائرات الفانتوم التي كان يقودها قائد السرب، شموئيل هتز، من تحديد موقع القاذفاتين بتوجيه من وحدة التحكم الجوي وأسقط إحداها بواسطة صاروخ جو-جو وسقطت القاذفة في مياه البحر الضحلة شمال بحيرة البردويل ونتج عن إسقاطها مصرع كامل طاقمها المكون من رائد طيار محمد عبد الجواد محمد ونقيب ملاح محمد سعد محمد عبد الله والمساعد الجوي محمد فكري، المدفعجي على مدفع القاذفة الخلفي.
ثم حددت إحدى طائرات الميراج التي كان يقودها قائد السرب عاموس عامير بمساعدة وحدة التحكم، قاذفة الإليوشن الثانية التي كانت قد اقتربت بالفعل من مصر قبالة ساحل بورسعيد. وبسبب الضباب، اضطر عامير إلى الاقتراب كثيراً من القاذفة ليراها، لكنه تجنب إسقاطها بالمدفع خوفاً من انفجار الإليوشن الذي قد يصيبه أيضاً. وفي النهاية، بعد مناورة، تمكن من إسقاطها بواسطة صاروخ جو-جو. عند إصابة القاذفة قُتل المدفعجي سمير جرجس على الفور فيما تمكن الطيار أنيس خضير والملاح محمد درويش من القفز من القاذفة المصابة لكن الملاح توفي في البحر بينما ظل الطيار يصارع المياه حتى عثر عليه صيادون مصريون وسلموه للقوات المصرية ظناً منهم أنه طيار إسرائيلي.
أرسلت البحرية الإسرائيلية غواصين في اليوم التالي، لانتشال جثث الطاقم المصري وأجزاء من حطام القاذفة قبالة بحيرة البردويل بناءً على طلب من القوات الجوية.

## نتائج الهجمات
تسببت الهجمات في أضرار بالممتلكات الإسرائيلية لكنها لم تلحق خسائر بشرية. وفي المقابل سقطت قاذفتين إليوشن 28 وقُتل طاقميهما فيما نجى فرد واحد وبعدها لم تكرر القوات الجوية المصرية هجماتها العميقة في سيناء وتركزت غاراتها على منطقة الضفة الشرقية لقناة السويس.
وفق السرد المصري لأحداث الغارة الثانية فقد نجحت القاذفتان خلال عملية بالغة الخطورة وبدون حماية من المقاتلات في ضرب الأهداف المحددة الممثلة في مستودع للذخيرة ومعسكر إسرائيلي وفي طريق عودتهما رصدت إحداهما بقيادة الطيار محمد عبد الجواد قول مدرع إسرائيلي فهاجمته وأحدثت به خسائر قبل أن تصيبها طائرة فانتوم لكن القاذفة نجحت أيضاً في إسقاط طائرة فانتوم بالمثل بواسطة مدفعها الخلفي لكن لا يوجد ما يؤكد ذلك.
وقد حصل الطيار أنيس خضير وزملائه ممن سقطوا في هذه الغارة على وسام الشرف العسكري من الدرجة الأولى.